# Ruth Lasters
Ruth Lasters (Antwerpen, 5 februari 1979) is een Vlaams dichteres en schrijfster.

## Biografie
Lasters studeerde in Brussel en volgde lessen aan de SchrijversAcademie. Later woonde zij enige tijd in Madrid en in Gent, om zich daarna weer in haar geboortestad Antwerpen te vestigen. Naast haar literaire werk is zij actief als docente Frans.
Zij publiceerde gedichten en columns in onder meer Lava, Deus ex Machina, Revolver, En er is, Krakatau, NRC Handelsblad en Het liegend konijn en in de bloemlezing 21 dichters voor de 21ste eeuw. De redactie van het literair tijdschrift De Brakke Hond selecteerde in 2003 werk van de schrijfster voor de bundel Mooie jonge honden. Nieuw Vlaams literair talent. In 2005 bekroonde datzelfde tijdschrift haar verhaal 'Poolijs' met de Brakke Hond-prijs 2005. Sinds september 2006 maakt Lasters zelf deel uit van de redactie van De Brakke Hond.
Haar debuutroman kreeg eveneens de titel Poolijs en verscheen in 2006 bij uitgeverij Meulenhoff/Manteau. Voor deze roman ontving Lasters de Vlaamse Debuutprijs.
In 2007 verscheen bij dezelfde uitgeverij de dichtbundel Vouwplannen. Deze bundel werd in 2009 bekroond met de Debuutprijs Het Liegend Konijn (wat met zich meebrengt dat de bundel wordt vertaald in het Engels, Frans en Duits en één gedicht in alle 23 officiële talen van de Europese Unie). De bundel was ook genomineerd voor de Jo Peters Poëzieprijs 2008.
In oktober 2010 verscheen haar tweede roman, Feestelijk Zweet. Naast een nieuwe roman verscheen in het liegend konijn van oktober 2010 ook tien! nieuwe gedichten van haar hand.
Eind november 2013 verscheen De Laatste Straatmuzikant in de Wablieftreeks.
Medio mei 2014 verscheen haar derde roman, Vlaggenbrief en op 4 februari 2015 won ze met het gedicht Witlof de Turing Gedichtenwedstrijd, het grootste poëzieconcours in het Nederlandse taalgebied, samen met Laurens Hoevenaren.
In september 2015 verscheen haar tweede dichtbundel Lichtmeters. Op 8 december 2015 werd deze bundel genomineerd voor de tiende Herman de Coninckprijs 2016, die ze won op 26 januari 2016. Lasters: "Via Herman de Coninck kwam ik in contact met poëzie. Zijn keuze voor broosheid en directheid, heeft mijn eigen poëtica mee bepaald." In november 2016 werd Lichtmeters genomineerd voor de VSB-poëzieprijs 2017.
Op 23 augustus 2019 verscheen haar vierde roman, VIN, bij Uitgeverij Polis.
Voor de periode 2022-2023 werd Lasters benoemd als een van de vijf Stadsdichters van Antwerpen. Op 1 september 2022 nam zij echter ontslag als stadsdichter van Antwerpen, nadat haar kritische gedicht Losgeld, dat zij samen schreef met haar leerlingen beroepsonderwijs, geweigerd werd door het stadsbestuur.
Ze won de eerste prijs in De Gedichtenwedstrijd 2022 met het gedicht Abrikozen.
Ze won met het gedicht Dek de Melopeeprijs 2022.
Op 23 januari 2023 maakten de stadsdichters van Antwerpen met Ruth Lasters een doorstart op initiatief van Stijn Vranken, met de steun van Behoud De Begeerte, Creatief Schrijven, Rataplan, Vonk &  Zonen, Avansa, Villanella (De Studio) en De Roma, los van het stadsbestuur van Antwerpen.
Op 10 februari 2023 verscheen haar derde dichtbundel Tijgerbrood bij Uitgeverij Van Oorschot.
De Arkprijs van het Vrije Woord werd in 2023 aan haar toegekend, wegens "haar kritische houding over de behandeling van het beroepsonderwijs en haar verzet tegen de beknotting van de vrije meningsuiting".
Op 21 februari 2024 werd bekendgemaakt dat ze genomineerd is voor de Herman de Coninckprijs 2024 met haar dichtbundel Tijgerbrood (2023).
Op 30 maart 2025 werd bekendgemaakt dat ze vanaf de lente van 2026 gedurende twee jaar de nieuwe Dichter van België wordt.

## Eerbetoon
- 2006 - Vlaamse Debuutprijs voor Poolijs
- 2005 - Brakke Hond-prijs voor Poolijs
- 2009 - Debuutprijs Het Liegend Konijn voor Vouwplannen
- 2016 - Herman de Coninckprijs voor Lichtmeters
- 2022 - de eerste prijs in De Gedichtenwedstrijd met het gedicht Abrikozen
- 2022 - de Melopeeprijs met het gedicht Dek
- 2023 - Arkprijs van het Vrije Woord